# Dirphya obereoides
Dirphya obereoides là một loài bọ cánh cứng trong họ Cerambycidae.